# Α-Angelicalacton
α-Angelicalacton ist ein bei der trockenen Destillation (Thermolyse) der Plattformchemikalie Lävulinsäure entstehendes ungesättigtes alkyliertes γ-Lacton, das als Aromastoff und Duftstoff, als chemisches Zwischenprodukt und in Versuchen zur Enzyminduktion von Glutathion-S-Transferasen Verwendung findet.

## Vorkommen und Darstellung
α-Angelicalacton wird in der Natur in Mandeln, Kaffee, Rosinen, Cranberries, Kokosnüssen, Sojabohnen, sowie in Weißbrot und Lakritz gefunden.
Die bereits 1883 von Ludwig Wolff beobachtete und 1885 ausführlich berichtete chemische Synthese erfolgt durch langsame Destillation von Lävulinsäure unter Normaldruck oder durch Vakuumdestillation von Lävulinsäure bei Temperaturen von 150 bis 175 °C unter Wasserabspaltung zu α-Angelicalacton in 90%iger Ausbeute, wobei weniger als 5 % des β-Isomeres (Sdp. 205–208 °C) gebildet werden.

Die endotherme und säurekatalysierte Reaktion verläuft über die intermediär entstehende so genannte Pseudolävulinsäure und liefert neben geringen Mengen des β-Isomeres fast ausschließlich α-Angelicalacton.
Destillation von Lävulinsäure in Gegenwart von konzentrierter Phosphorsäure im Vakuum liefert mit 95 % die höchste Ausbeute an α-Angelicalacton.
Die Konstitution der α- und β-Isomere des Angelicalactons wurden von J. Thiele bereits 1901 nachgewiesen. Größere Anteile des β-Isomers können bei der Thermolyse von Lävulinsäure bei höheren Temperaturen erzeugt werden.
Ein auch als α'-Angelicalacton (γ-Methylen-γ-valerolacton) mit exocyclischer Doppelbindung bezeichnetes Isomer des α-Angelicalactons ist aus 4-Pentinsäure mit Quecksilber(II)-acetat in Methylenchlorid in 74%iger Ausbeute zugänglich.

## Eigenschaften
Das frisch destillierte α-Angelicalacton liegt als wasserklare Flüssigkeit vor, die sich nach einigen Tagen bei Raumtemperatur gelb färbt. Der bei Abkühlung als lange Nadeln auskristallisierende Feststoff sublimiert bei Raumtemperatur. Geruch und Geschmack des α-Angelicalactons werden als süß, ölig, (kokos)nussig, coumarin- und tabakartig beschrieben.
Das Lacton löst sich wenig in Wasser, ist aber gut löslich in vielen organischen Lösungsmitteln. α-Angelicalacton isomerisiert leicht in das β-Isomere, das wegen seiner konjugierten Doppelbindungen eine wenig höhere Stabilität besitzt.
Als ungesättigtes Dihydrofuranon addiert α-Angelicalacton Brom zum entsprechenden Dibrom-γ-valerolacton oder Chlorwasserstoff zum Monochlor-γ-valerolacton.

## Verwendung

### Hydrierung zu γ-Valerolacton und 2-Methyltetrahydrofuran
Hydrierung von α-Angelicalacton an einem Kupferchromit-Kontakt bei 150 °C oder in ionischen Flüssigkeiten, wie z. B. 1-Butyl-3-methylimidazolium-hexafluorophosphat ([Bmim]PF6) mit einem Palladium auf Kohlenstoff-(Pd/C)-Katalysator bei Raumtemperatur liefert bei vollständiger Umsetzung mit fast 100%iger Selektivität γ-Valerolacton, ebenso wie die lösemittelfreie Hydrierung in einem Ruthenium auf Kohlenstoff- (Ru/C)-Katalysator bei Normaldruck, die in einer Eintopfreaktion unter Wasserabspaltung zu 2-Methyltetrahydrofuran (2-MTHF) weitergeführt werden kann.
Sowohl γ-Valerolacton als auch 2-MTHF werden neuerdings als alternative biogene Kraftstoffe oder Kraftstoffadditive bzw. als Lösungsmittel diskutiert.
Die Hydrierung von α-Angelicalacton bei hohen Temperaturen (240 °C) an Kupferchromit erzeugt 1,4-Pentandiol.

### Lävulinsäureester durch Ringöffnung
Aus α-Angelicalacton lassen sich mit Alkoholen unter Ringöffnung und Katalyse mit sauren Ionenaustauschern, wie z. B. sulfoniertem Polystyrol (Amberlyst 15) oder sulfonierten Polytetrafluorethylen (Nafion) Ester der Lävulinsäure darstellen.
Statt der Ionenaustauscherharze lassen sich auch unlösliche und daher leicht abtrennbare, cholinmodifizierte Polyoxometallate (Heteropolysäuren) einsetzen. Auch die Ester der Lävulinsäure finden neuerdings als alternative biogene Kraftstoffe oder Kraftstoffadditive Interesse.

### Amidierung und Decarbonylierung
Durch Umsetzung von α-Angelicalacton mit primären Aminen in wässrigem Medium und anschließender Hydrierung sind 5-Methyl-N-alkyl-2-pyrrolidone zugänglich.
Bei der Reaktion mit Methylamin entsteht auf der ersten Stufe 5-Hydroxy-1,5-dimethyl-2-pyrrolidon, aus dem unter Wasserabspaltung 5-Methylen-N-alkyl-2-pyrrolidon entsteht, das zum gesättigten Pyrrolidon hydriert wird. Wie das überwiegend aus fossilen Rohstoffen industriell hergestellte N-Methylpyrrolidon eignet sich 5-Methyl-N-methylpyrrolidon als aprotisch dipolares Lösungsmittel für eine Vielzahl technischer Anwendungen.
Decarbonylierung von α-Angelicalacton bei 130–250 °C in Gegenwart saurer Silikat-Katalysatoren liefert den vielseitigen Molekülbaustein (engl. building block) – z. B. für Vitamin A – Methylvinylketon, der zu dem wichtigen Keton Butanon hydriert werden kann.

### Dimere des α-Angelicalactons
Bei Erhitzen von α-Angelicalacton im Alkalischen, z. B. mit Triethylamin, Kaliumhydroxid oder mit wasserfreiem Kaliumcarbonat entstehen fast quantitativ (94 %) Dimere des Angelicalactons, die in hoher Ausbeute (88 %) zu verzweigten, als Benzinersatz diskutierten C7- bis C10-Alkanen hydriert werden können.

### Polymere mit α-Angelicalacton
Das ungesättigte Lacton α-Angelicalacton kann als disubstituiertes Vinylacetat betrachtet werden, das mit starken Lewis-Säuren, wie z. B. Bortrifluoriddiethyletherat, oder durch lange UV-Bestrahlung an der (wenig reaktiven) Doppelbindung zu klebrigen, dunkelrot gefärbten Oligomeren (n = 8–9) polymerisiert werden kann.
Mit Polymerisationsinitiatoren für die radikalische Polymerisation, wie z. B. Benzoylperoxid oder Acetonperoxid lässt sich α-Angelicalacton nicht polymerisieren.
Wie andere Lactone, z. B. Caprolacton, kann α-Angelicalacton unter Ringöffnung mit basischen Katalysatoren, wie z. B. Natriumhydroxid oder Kalium-tert-butanolat, zu niedrigmolekularen (MW bis 20k) homopolymeren Polylactonen polymerisiert werden. Die Polymeren sind innerhalb 180 Tagen im Boden bioabbaubar.
Relativ gut bioabbaubare Copolymere von α-Angelicalacton mit Styrol, Caprolactam oder Methylmethacrylat mit brauchbaren Molmassen und mechanischen Eigenschaften sind ebenfalls beschrieben.

### Physiologische Effekte des α-Angelicalactons
Wegen seiner geschmacklichen und olfaktorischen Eigenschaften wird α-Angelicalacton als Aroma- und Duftstoff in der Lebensmittelindustrie eingesetzt. In den USA ist α-Angelicalacton als Lebensmittelzusatzstoff GRAS (englisch generally recognized as safe) zertifiziert.
In mehreren Tierstudien wurde ein tumorhemmender Effekt von α-Angelicalacton durch Steigerung der Aktivität des entgiftenden Enzyms Glutathion-S-Transferase und UDP-Glucuronosyltransferase gefunden.